# Lussemburgo ai Giochi della XXI Olimpiade
Il Lussemburgo partecipò ai Giochi della XXI Olimpiade che si sono svolti a Montréal dal 17 luglio al 1º agosto 1976, con una delegazione di otto atleti impegnati in quattro discipline per un totale di sette competizioni. Il portabandiera alla cerimonia di apertura fu lo schermidore Robert Schiel, alla sua terza Olimpiade.
Fu la quattordicesima partecipazione di questo paese ai Giochi. Non fu conquistata nessuna medaglia.